# Parajszövőmoly
A parajszövőmoly (Heliodines roesella) a valódi lepkék (Glossata) alrendjébe tartozó aranyszárnyú molylepkefélék (Heliodinidae) családjának egyik, hazánkban is elterjedt faja.

## Elterjedése, élőhelye
Dél-palearktikus faj, amit hazánkban csak kevés helyen észleltek.

## Megjelenése
Csillogóan tarka szárnyú lepke, a rókavörös és a fekete közötti árnyalatokkal. A szárny fesztávolsága 10–11 mm.

## Életmódja
Évente egy nemzedéke kel ki; a rajzás májustól júliusig tart. A hernyó a libatopfélék (Chenopodiaceae) leveleinek felületén, szövedékben él. Fő gazdanövénye a paraj, de érdemleges kárt nem okoz.

## Külső hivatkozások
- Mészáros Zoltán – Szabóky Csaba: A magyarországi molylepkék gyakorlati albuma. Budapest: Agroinform. 2005.  arch Hozzáférés: 2018. április 6. (PDF)